# Strijkkwartet nr. 3 (Pohjola)
Seppo Pohjola werkte aan zijn Strijkkwartet nr. 3 van november 1999 tot en met januari 2000.
In 1995 kwam de Finse componist vast te zitten in zijn toenmalige stijl van componeren. Hij bracht tot dan toe composities ter wereld die strikt in de eigentijdse klassieke muziek was ingebed. Na zijn Strijkkwartet nr. 2 wilde hij het anders aanpakken. Het derde strijkkwartet was daar het eerste voorbeeld van. Alhoewel zonder meer nog eigentijdse klassieke muziek, zitten er meer klanken en muziekfiguren in die verwijzen naar meer vroeger stijlen, aldus medecomponist Jouni Kaipainen. Deze vergeleek de muziek met minimal music met de opmerking dat het ook weer geen strikte vorm van minimal music is.
De componist gaf zelf aan dat het eendelig werk in negen secties te verdelen is:
1. Cellos' jazz-like pizzicato gives base to the rhythmic world of other instruments.
2. Large scales getting faster and faster.
3. Rhythmic section with changing time marks.
4. Transition, natural glissandos of viola and cello.
5. Tender, nostalgic, slow section. Violin trills against chords.
6. Rhythmic section with changing time marks.
7. Minimal music.
8. Large pathetic chords and trills.
9. Pizzicato section.

De eerste uitvoering vond plaats door het Zagros Strijkkwartet in Helsinki, 26 maart 2000.